# 第133师团
第133师团（Dai-hyakusanjūsan Shidan）是日本帝国陆军的一个步兵师团。它的代号是进击兵团（Shingeki Heidan） 。该师团于1945年2月1日在桂林以丙级师团配置组建。师团的主力是第63 （或第65  ）师团和第70师团的小部分。

## 行动
第133师团最初隶属第10军。组建完成后，第133师团被派往杭州-宁波地区。1945年3月10日，第133师团转入第6军。此时，它新增了一个炮兵连。之后，该师团一直留在杭州直到1945年8月15日日本投降。
战后，第133师团于1946年5月25日返回福冈，并原地解散。